# Guido Buchwald
Guido Ulrich Buchwald (født 24. januar 1961 i Vestberlin, Vesttyskland) er en tidligere tysk fodboldspiller, der som forsvarsspiller på det vesttyske landshold var med til at vinde guld ved VM i 1990 i Italien. Han deltog desuden ved EM i 1984, EM i 1988, EM i 1992 og VM i 1994.
På klubplan spillede Buchwald størstedelen af sin karriere hos VfB Stuttgart, som han to gange blev tysk mester med. Derudover optrådte han for VfB's lokalrivaler Stuttgarter Kickers, samt for Karlsruher SC og japanske Urawa Red Diamonds.

## Titler
Bundesligaen
- 1984 og 1992 med VfB Stuttgart

VM
- 1990 med Vesttyskland